# Thaia indica
Thaia indica är en insektsart som först beskrevs av K. Ramakrishnan och Menon 1974.  Thaia indica ingår i släktet Thaia och familjen dvärgstritar. Inga underarter finns listade i Catalogue of Life.